# Luís António de Oliveira Ramos
Luís António de Oliveira Ramos GCIH • GCIP (São Victor, Braga, 27 de Maio de 1939) é um professor universitário e historiador português.

## Biografia
Filho de um professor liceal e reitor do Liceu Nacional de Sá de Miranda (Braga), o Dr. Feliciano Ferreira Ramos (m. 1972), licenciou-se em Ciências Histórico-Filosóficas pela Faculdade de Letras da Universidade de Lisboa (1961), e doutorou-se em História Moderna e Contemporânea pela Faculdade de Letras da Universidade do Porto (1972); é ainda doutor Honoris causa pela Universidade de Bordéus III - Michel de Montaigne. Iniciou carreira como assistente da Faculdade de Letras da Universidade de Lisboa (1962-1963), transferindo-se depois para a Faculdade congénere da Universidade do Porto.
Oliveira Ramos é professor catedrático de História Moderna na Universidade do Porto desde 1979, aposentando-se em 2002. Entre 1982 e 1985 foi reitor da Universidade do Porto (perdeu a eleição para um segundo mandato no último daqueles anos) e vogal da direcção do Conselho de Reitores Europeus de 1984 a 1989. Presidiu ao Conselho Científico de Ciências Humanas do Instituto Nacional de Investigação Científica de 1984 a 1992. Em 1987 exerceu a função de director de estudos da École des Hautes Études en Sciences Sociales (Paris). De 1983 a 1985 foi presidente de Conselho de Reitores das Universidades Portuguesas. Foi, desde 1980, director do Centro de Estudos Norte de Portugal - Aquitânia (organismo já extinto e que dependia da Universidade do Porto e da Universidade de Bordéus III). Vogal da Comissão Nacional dos Descobrimentos desde 1986, ocupou o lugar de Presidente do Conselho Científico entre 1999 e 2002.
Oliveira Ramos recebeu a Grã-Cruz da Ordem da Instrução Pública a 25 de Janeiro de 1988, a Grã-Cruz da Ordem do Infante D. Henrique a 9 de Junho de 1995, a Ordre des Palmes Académiques francesa e a Medalha de Ouro da Cidade de Braga e da Cidade do Porto.
Escreveu livros, fez crítica literária e fílmica (é admirador da «Nouvelle Vague» francesa), participou como colaborador em algumas obras e redigiu múltiplos artigos e ensaios, entre os quais: Da Ilustração ao Liberalismo (1979); O Porto na Génese do Liberalismo (1979); Le Portugal et la Révolution Française (1989); História do Porto - direcção (1994); História da Universidade em Portugal (1997).
Depois de aposentado, foi Diretor e coordenador científico da Faculdade de Ciências Sociais da Universidade Católica Portuguesa em Braga (2003-2006).